# Phygadeuon norellisomae
Phygadeuon norellisomae är en stekelart som beskrevs av Horstmann 1975. Phygadeuon norellisomae ingår i släktet Phygadeuon och familjen brokparasitsteklar. Inga underarter finns listade i Catalogue of Life.